# Kyotanabe
Kyotanabe (Japans: 京田辺市, Kyōtanabe-shi) is een Japanse stad in de prefectuur Kyoto. Begin 2014 telde de stad 70.059 inwoners. Kyotanabe maakt deel uit van de metropool Groot-Osaka.

## Geschiedenis
Op 1 april 1997 kreeg Kyotanabe het statuut van stad (shi).
Steden:
Ayabe · Fukuchiyama · Joyo · Kameoka · Kizugawa · Kyotanabe · Kyotango · Kyoto (hoofdstad) · Maizuru  · Miyazu · Muko · Nagaokakyo · Nantan · Uji · Yawata

Districten:
Funai · Kuse · Otokuni · Souraku · Tsuzuki · Yosa
Gemeenten per district